# Merry Flippin' Christmas Volume 1
Merry Flippin' Christmas Volume 1 je první vánoční kompilační album skupiny Bowling for Soup, vydané 26. listopadu 2009. Jedná se o coververze známých amerických koled. Album bylo ke koupi v digitální formě celý prosinec 2009, přes servery jako je I Tunes. Skupina také vydala 800 exkluzivních CD verzí. V prosinci 2010 bylo album znovu zpřístupněno. Skupina momentálně chystá druhé vánoční album, které by mělo vyjít v roce 2011.

## Seznam skladeb
| Pořadí | Název                                       | Autor                           | Délka |
| ------ | ------------------------------------------- | ------------------------------- | ----- |
| 1.     | Father Christmas                            | Ray Davies                      | 3:27  |
| 2.     | Santa Looked a Lot Like Daddy               | Buck Owens, Don Rich            | 3:35  |
| 3.     | All I Want for Christmas Is You             | Mariah Carey, Walter Afanasieff | 3:31  |
| 4.     | Feliz Navidad                               | José Feliciano                  | 3:37  |
| 5.     | Frosty the Snowman                          | Jack Rollins, Steve Nelson      | 3:08  |
| 6.     | I Saw Mommy Kissing Santa Claus             | Tommie Connor                   | 2:29  |
| 7.     | Bobby Wants a Puppy Dog for Christmas       | Merle Haggard                   | 2:06  |
| 8.     | Merry Christmas I Don't Wanna Fight Tonight | Joey Ramone                     | 2:11  |
| 9.     | We're a Couple of Misfits                   | Burl Ives                       | 1:23  |

| B- strany | B- strany                                | B- strany |
| Pořadí    | Název                                    | Délka     |
| --------- | ---------------------------------------- | --------- |
| 1.        | Santa Looked a Lot Like Daddy (Acoustic) |           |

## Osoby
Bowling for Soup:
- Jaret Reddick – zpěv, kytara
- Eric Chandler – basová kytara, zpěv
- Chris Burney – kytara, zpěv, hlavní vokály v „We're a Couple of Misfits“
- Gary Wiseman – bicí, hlavní vokály v „We're a Couple of Misfits“

Ostatní:
- Paul Gilbert – kytarové sólo v „I Saw Mommy Kissing Santa Claus“